# Jacques Le Marois
Pour les personnes ayant le même patronyme, voir Le Marois.
Jacques Le Marois (né le 4 août 1968,) est un entrepreneur et un des promoteurs des nouvelles technologies en France. Il est notamment cofondateur de la société Mandriva, de Geneanet, et de GeneaBank.

## Biographie
Jacques Le Marois est ancien élève de l'École normale supérieure (1990 s) et diplômé du Collège des ingénieurs.
En 1994, il travaille chez L'Oréal, au sein de la société Gemey, comme chef de projet responsable du lancement des coffrets de fin d'année. De 1994 à 1995, chez Aluminium Pechiney où il participe au lancement d'une nouvelle activité de trading de lingots d'aluminium. De 1995 à 1997, il travaille comme consultant en organisation chez Andersen Consulting où participe d'abord au lancement d'une nouvelle entité du groupe Danone puis sur la mise en œuvre d'un système de reporting sur l'occupation des bureaux virtuels d'Andersen Consulting à Paris,.
Il cofonde en 1996 Geneanet, site destiné aux passionnés de généalogie. En 1999, il participe à la création de l'entreprise qui gère le site, en prend la présidence en 2001 et rejoint l'entreprise à temps plein comme président salarié en 2006, position qu'il occupe jusqu’au 11 avril 2023 date de sa démission pour se consacrer à la Fondation pour l’étude et le développement des Biothérapies.
En 1998, il s'implique de plus en plus comme évangéliste des logiciels libres et de Linux. Avec d'autres personnes, via le projet "linux-matos", il essaye de convaincre des revendeurs de proposer Linux en pré-installation. Le 10 octobre 1998, il organise une linux party géante impliquant 35 villes et plusieurs milliers de participants,.
Il cofonde le 15 décembre 1998 la société Mandrakesoft devenue par la suite Mandriva. Il en est président-directeur général de 1998 à mai 2000 et d'avril 2001 à 2004. Il en est président de 2000 à 2001 puis de 2004 jusqu'à sa démission en mars 2006. De mai 2000 jusqu'en avril 2001, Il laisse le poste directeur général à un manager américain, Henry Poole (en),,,, et à partir de 2004, à François Bancilhon.
Fin 2001, il change les modèles économiques de Geneanet et de Mandrakesoft. Le 2 octobre 2001, il lance le "Club Privilège" chez Geneanet, et le 28 novembre 2001 le Club Mandrake Linux chez Mandrakesoft, "Ces clubs sont des hybrides entre le denier du culte et le club du Reader’s Digest".
Il fonde également des sites web consacrés à la généalogie : GeneaBank en 1997 et en 2007, le projet Familles parisiennes dont l'objectif est de numériser et indexer des fonds d'archives en vue de reconstituer les généalogies des familles parisiennes. Le projet est enregistré en tant qu'association en 2019.
Jacques Le Marois quitte la présidence de Geneanet en avril 2023, afin de consacrer son temps au développement d’une cause qui lui tient particulièrement à cœur : la création de la Fondation pour l’étude et le développement des Biothérapies.